# Du Pengyu
Du Pengyu (en chino: 杜鹏宇; Baoding, 22 de enero de 1988) es un deportista chino que compitió en bádminton. Ganó una medalla de bronce en el Campeonato Mundial de Bádminton de 2013, en la prueba individual.

## Palmarés internacional
| Campeonato Mundial | Campeonato Mundial | Campeonato Mundial | Campeonato Mundial |
| Año                | Lugar              | Medalla            | Prueba             |
| ------------------ | ------------------ | ------------------ | ------------------ |
| 2013               | Cantón (China)     | Medalla de bronce  | Individual         |